# Mr. Poorluck's River Suit
Mr. Poorluck's River Suit è un cortometraggio muto del 1912 diretto da Hay Plumb e interpretato da Harry Buss.
Si conoscono pochi dati del film che, prodotto dalla Hepworth, fu distrutto nel 1924 dallo stesso produttore, Cecil M. Hepworth. Fallito, in gravissime difficoltà finanziarie, il produttore pensò in questo modo di per poter almeno recuperare il nitrato d'argento della pellicola.

## Trama
Il nuovo equipaggiamento nautico di un uomo viene rovinato dalla vernice fresca.

## Produzione
Il film fu prodotto dalla Hepworth.

## Distribuzione
Distribuito dalla Hepworth, il film - un cortometraggio di circa 92 metri - uscì nelle sale cinematografiche britanniche nell'agosto 1912.